# Cantón de Conques
El cantón de Conques era una división administrativa francesa, que estaba situada en el departamento de Aveyron y la región de Mediodía-Pirineos.

## Composición
El cantón estaba formado por seis comunas:
- Conques
- Grand-Vabre
- Noailhac
- Saint-Cyprien-sur-Dourdou
- Saint-Félix-de-Lunel
- Sénergues

## Supresión del cantón de Conques
En aplicación del Decreto n.º 2014-205 de 21 de febrero de 2014, el cantón de Conques fue suprimido el 22 de marzo de 2015 y sus 6 comunas pasaron a formar parte del nuevo cantón de Lot y Dourdou.